# Jan Bergman (ishockeyspelare)
Jan Bergman, född 7 augusti 1969, är en svensk före detta professionell ishockeyspelare (back). Bergman spelade hela sin karriär i Södertälje SK, från 1984 till 1995. Hans största meriter är J20 SM guld och U18 EJC guld säsongen 86/87 och U20 WJC silverplacering 88/89.
Han var också aktiv i styrelsen i spelarfacket SICO (Sveriges ishockeyspelares centralorganisation) under slutet av 1990-talet och början av 2000-talet, de sista åren som dess ordförande. Sedan blev han inför säsongen 2005/06 invald i styrelsen för Södertälje SK och var kvar där fram till 2016 – de sista fem åren som klubbens ordförande.